# François Gourdon

Bischofswappen von François Gourdon

François Gourdon (* 24. August 1968 in Chanzeaux, Département Maine-et-Loire) ist ein französischer römisch-katholischer Geistlicher und Bischof von Saint-Dié.

## Leben
François Gourdon studierte Philosophie und Theologie an den Priesterseminaren in Angers und Nantes. Am 29. Juni 1997 empfing er das Sakrament der Priesterweihe für das Bistum Angers.
Neben verschiedenen Aufgaben in der Pfarrseelsorge erwarb er nach weiterführenden Studien an der theologischen Fakultät in Brüssel das Lizenziat in Theologie. Er war Bischofsvikar der Seelsorgeregion Baugeois und Saumurois sowie später Bischofsvikar und Dekan für das Dekanat Angers-Centre. Bis zur Ernennung zum Bischof war er Dompfarrer an der Kathedrale von Angers.
Papst Franziskus ernannte ihn am 20. Februar 2025 zum Bischof von Saint-Dié. Der Erzbischof von Besançon, Jean-Luc Bouilleret, spendete ihm am 22. März desselben Jahres in der Kirche Notre-Dame-au-Cierge in Épinal die Bischofsweihe. Mitkonsekratoren waren der Bischof von Angers, Emmanuel Delmas, und der aus dem Bistum Angers stammende emeritierte Kurienerzbischof Joël Mercier. Die Amtseinführung in der Kathedrale von Saint-Dié fand am 25. März 2025 statt.